# Young Metro
«Young Metro» — песня американского рэпера Фьючера, продюсера Metro Boomin, и канадского певца The Weeknd. Она была выпущена 25 марта 2024 года через Freebandz (под коммерческим названием Wilburn Holding Co.), Boominati Worldwide, Epic Records и Republic Records в качестве второго сингла с совместного студийного альбома Future и Metro We Don’t Trust You. В тот же день было выпущено официальное музыкальное видео. Три артиста написали песню вместе, а продюсированием занимались сам Metro, Майк Дин и David x Eli.

## Отзывы
Песня получила одобрение музыкальных критиков. Майкл Сапонара из Billboard назвал «Young Metro» седьмой лучшей песней на We Don’t Trust You. Сапонара написал, что мрачный продакшн Metro Boomin помогает Фьючеру «предаться своей тёмной стороне и вжиться в образ рискованного каскадёра Ивела Книвела». Он отмечает, что Weeknd «[использует] свой ангельский вокал в качестве инструмента, добавляющего кинематографический фон, а не для более традиционного сотрудничества, как в их более поп-ориентированном хите „Low Life“».
Робин Мюррей, написавший рецензию для Clash, заявил, что песня представляет собой «холодный тон» с «нотками паранойи, щебечущие трели малого барабана, угрожающе звучащими на заднем плане». Скотт Глашер из HipHopDX отметил, что песня содержит «плавящие лицо синтезаторы и стремительные хай-хэты, дающие Фьючеру и Абелю [Тесфайе] пространство, чтобы сыграть несколько тактов и последующих напевов».

## Чарты

### Еженедельные чарты
| Чарт (2024)                            | Высшая позиция |
| -------------------------------------- | -------------- |
| Австралия (ARIA)                       | 68             |
| Австралия Hip Hop/R&B (ARIA)           | 17             |
| Канада (Billboard Canadian Hot 100)    | 17             |
| Франция (SNEP)                         | 111            |
| Мир (Billboard Global 200)             | 15             |
| Португалия (AFP)                       | 60             |
| Словакия (Singles Digitál Top 100)     | 40             |
| Швеция (Heatseeker, Sverigetopplistan) | 13             |
| Великобритания (UK Streaming, OCC)     | 47             |
| США (Billboard Hot 100)                | 9              |
| США (Billboard Hot R&B/Hip-Hop Songs)  | 6              |